# 風險之神
為2015年7月8日起於日本富士電視台水十時段（週三22:00 - 22:54，JST）播出的電視連續劇，由堤真一主演。

## 劇情概要
西行寺智是享譽國際的危機處理專家，替政府單位及民間機構解決了許多問題，因而受日出物產賞識，擔任公司的危機處理室長。公司開發出新電池產品，使用該電池的家電產品卻發生走火意外。客訴接連不斷，矛頭皆指向開發出電池的公司電機部主任神狩佳織，西行寺智要如何想出解決之道，讓公司度過難關呢？

## 演員陣容

### 主要人物
- 西行寺智（47） - 堤真一（香港配音：陳欣）

危機對策室長。
- 神狩佳織（30） - 戶田惠梨香（香港配音：張頌欣）

危機對策室職員，前LifePower商品開發董事。
- 結城實（35） - 森田剛（香港配音：關令翹）

危機對策室對外事務員。
- 種子島敏夫（45） - 古田新太[4]（香港配音：古明華）

危機對策室調查主任。
- 財部榮一（60） - 志賀廣太郎（日语：志賀廣太郎）（香港配音：林國雄）

危機對策室副室長。
- 天童德馬（75） - 平幹二朗（日语：平幹二朗）（香港配音：招世亮）

顧問。
- 坂手光輝（60） - 吉田鋼太郎（香港配音：盧國權）

社長。
- 白川誠一郎（58） - 小日向文世（香港配音：張炳強）

專務。
- 關口孝雄（73） - 田中泯（日语：田中泯）[5]（香港配音：陳曙光）

### 日出物產
- 橘由香（37） - 山口紗彌加（香港配音：詹健兒）

公關部主任。
- 原田清志（33） - 滿島真之介（香港配音：曹啟謙）

藥品部主任。

### 其他
西行寺智之父。
- 神狩佳織母親 - 山下容莉枝（日语：山下容莉枝）（香港配音：沈小蘭）
- 神狩佳織的父親 - 富家規政（日语：冨家規政）（照片演出）（香港配音：劉昭文）

### 各集登場人物
出場次數多於一集的角色會在括弧內註明集數。

#### 第1集
- 生島徹 - 風間徹（第10集）（香港配音：潘文柏）

生島電機社長。
- 北条千奈美（北条ちなみ）（22） - 新川優愛（第3集）（香港配音：黃昕瑜）

演出「LifePower」廣告的模特兒。
- 君原朣（43） - 霧島麗香（香港配音：陸惠玲）

因「LifePower」自燃事件而提出申訴的主婦。

#### 第2集
- 天野昭雄 - 飯田基祐（日语：飯田基祐）（香港配音：蕭徽勇）

豐川食品社長。
- 麻生次郎 - 岡本信人（日语：岡本信人）（香港配音：朱子聰）

豐川食品總務部長。

#### 第3集
- 大友 - 岡部隆志（日语：岡部たかし）（香港配音：陳耀楠）
- 薮谷虎之助 - 名高達男（日语：名高達男）（第9、10集）（香港配音：馮志輝）

民自黨議員，下屆首相的熱門人選。
- 與薮谷密會的年輕女子 - 艾咪·蕾娜塔
- 高原 - 若林誠

電影製作人員。

#### 第4集
- 塚原典雄 - 淺野和之（日语：浅野和之）（香港配音：黃子敬）

波丘樹脂社長。
- 有田俊介 - 坂田聰（日语：坂田聡）（香港配音：蕭徽勇）

波丘樹脂員工。
- 有田水江 - 西尾麻里（日语：西尾まり）（香港配音：梁少霞）

水產加工廠員工，俊介的妻子。
- 有田剛 - 藤本哉汰（香港配音：陳皓宜）

有田夫妻的兒子。

#### 第5集
- 袴田明 - 櫻井聖（日语：桜井聖）（香港配音：張錦江）

日昇物產駐在所所長。
- 袴田美沙 - 田中美里（日语：田中美里）（香港配音：許盈）

袴田的妻子。

#### 第6集
- 進藤榮作 - 中丸新將（日语：中丸新将）（香港配音：陳永信）

新陽藥品社長。
- 望月貴子 - 中山忍（香港配音：曾佩儀）

新陽藥品產品研發計畫負責人。
- 大鷹董事 - 筒井真理子（日语：筒井真理子）（香港配音：黃麗芳）

新陽藥品產品研發計畫總負責人。

#### 第7集
- 岡崎龍太郎 - 小野武彦（日语：小野武彦）（香港配音：譚炳文）

以和服店起家，擁有百貨公司、超市及飯店的控股公司「烏丸屋」社長。
- 岡崎大樹 - 中村俊介（日语：中村俊介）（香港配音：蘇強文）

龍太郎的兒子。「烏丸屋」的新任社長。
- 片山收造 - 手塚通（日语：手塚とおる）（香港配音：馮錦堂）

投資公司代表。
- 花村慶介 - 大谷亮介（日语：大谷亮介）（香港配音：李錦綸）

危機對策室監査人員。
- Pho - 木下鳳華（日语：木下ほうか）（第8、10集）（香港配音：劉昭文）

亞洲全球證券負責人。

#### 第8集
- 高中桐子 - 高橋瞳（香港配音：謝潔貞）

綜合衣料公司「藤千」的社長。該公司是日出物產創立初期的貿易往來對象之一。
- 小松史郎 - 阿南健治（日语：阿南健治）（香港配音：蕭徽勇）

綜合衣料公司「藤千」的經理部長。

#### 第9集
- 峰岸光仁 - 伊藤正之（日语：伊藤正之）（香港配音：朱子聰）

日出物産100％出資的企業公司「日氣」環境事業部長。
- 希 - 黑坂真美（日语：黒坂真美）

「日氣」的開發部主任。
- 永嶋三起也 - 羽場裕一（日语：羽場裕一）（香港配音：李錦綸）

「日氣」的環境事業執行董事。

## 製作團隊
- 劇本 - 橋本裕志
- 配樂 - 林友樹
- 導演 - 石川淳一（日语：石川淳一）、城寶秀則
- 企劃 - 成河廣明、加藤達也
- 製作人 - 高丸雅隆
- 製作 - 富士電視台、共同電視
- 製作出品 - 共同電視

## 播出日程
| 集數   | 播出日期 | 標題                                                        | 導演     | 收視率 |
| ------ | -------- | ----------------------------------------------------------- | -------- | ------ |
| 第1集  | 7月8日   | （危機就是機會…謎樣的救世主出現了！）                       | 石川淳一 | 7.0%   |
| 第2集  | 7月16日  | （食品內混入了異物…化解破產危機！）                         | 石川淳一 | 6.0%   |
| 第3集  | 7月22日  | （偶像明星與下屆首相的2個醜聞…守護著被隱瞞的真相）          | 城寶秀則 | 5.7%   |
| 第4集  | 8月5日   | （拯救美麗的海洋！爆炸事件與海洋污染…所隱瞞的罪狀是什麼？） | 城寶秀則 | 5.0%   |
| 第5集  | 8月12日  | （務必解決誘拐事件！攸關性命的最終選擇）                    | 石川淳一 | 4.8%   |
| 第6集  | 8月19日  | （盜取公司配方的神祕嫌犯是這11位同事？誰是商業間諜？）      | 菊川誠   | 4.9%   |
| 第7集  | 8月26日  | （家族紛爭中所隱藏的陷阱？拯救遭到侵占的公司）              | 城寶秀則 | 3.9%   |
| 第8集  | 9月2日   | （迷人女社長的謊言 隱瞞虧損的罪行曝光）                     | 石川淳一 | 4.7%   |
| 第9集  | 9月9日   | （陷入進退兩難的女子、因自身過往遭人公開而決心復仇）        | 城寶秀則 | 3.7%   |
| 完結篇 | 9月16日  | （危機就是機會…救世主真正的目標是什麼？）                   | 石川淳一 | 4.7%   |

## 備注
1. ↑  . 毎日新聞. 2015-06-25  [2015-07-01]. （原始内容存档于2015-07-02）. （页面存档备份，存于）
2. ↑  . テレビドガッチ. 2015-04-27  [2015-07-01]. （原始内容存档于2017-11-10）. （页面存档备份，存于）
3. ↑  .   [2015-07-03]. （原始内容存档于2016-03-05）. （页面存档备份，存于）
4. ↑  . ORICON. 2015-06-06  [2015-06-08]. （原始内容存档于2019-12-06）. （页面存档备份，存于）
5. ↑  . ORICON. 2015-06-10  [2015-06-10]. （原始内容存档于2019-12-08）. （页面存档备份，存于）
6. ↑  リスクの神様 Sponichi Annex 芸能 的存檔，存档日期2015-06-26.、2015年7月参照。
7. ↑  .   [2015-07-09]. （原始内容存档于2021-04-30）. （页面存档备份，存于）

## 外部連結
- 富士電視台 （页面存档备份，存于）
- 緯來日本台 （页面存档备份，存于）

## 節目的變遷
| 富士電視台 週三晚間十點連續劇 | 富士電視台 週三晚間十點連續劇 | 富士電視台 週三晚間十點連續劇 |
| ----------------------------- | ----------------------------- | ----------------------------- |
|                               | （2015年7月8日－9月16日）     |                               |
| （2015年4月8日－6月10日）     | （2015年10月7日－12月16日）   |                               |

| 緯來日本台 星期六 22:00 - 23:00  | 緯來日本台 星期六 22:00 - 23:00         | 緯來日本台 星期六 22:00 - 23:00 |
| -------------------------------- | --------------------------------------- | ------------------------------- |
|                                  | （2015年7月11日－9月19日）              |                                 |
| 新·毛骨悚然撞鬼經驗 （2015年7月4日） | 毛骨悚然撞鬼經歷2015 （2015年10月10日） |                                 |

| 香港 TVB日劇台 星期六 13:30 - 15:25、17:30 - 19:30及21:30 - 23:30 | 香港 TVB日劇台 星期六 13:30 - 15:25、17:30 - 19:30及21:30 - 23:30 | 香港 TVB日劇台 星期六 13:30 - 15:25、17:30 - 19:30及21:30 - 23:30 |
| ----------------------------------------------------------------- | ----------------------------------------------------------------- | ----------------------------------------------------------------- |
|                                                                   | 危機對策組 （2015年12月19日－2016年1月16日）                        |                                                                   |
| （2015年11月14日－12月12日）                                      | （2016年1月23日－2月20日）                                        |                                                                   |